# Рафаэл, Мауро
Мауро Рафаэл (порт. Mauro Raphael; 6 июня 1933, Араракуара — 28 июня 1995, Сан-Паулу), более известен под именем Мауриньо (порт. Maurinho) — бразильский футболист, правый нападающий. Занимает 7-е место в истории клуба «Сан-Паулу» по общему количеству голов — 135 мячей.

## Биография

### Карьера
Мауриньо родился 6 июня 1933 года на улице Руа Волунтариос де Патрия в доме номер 606 в баирро Сан-Жозе в окрестностях города Араракуара, в семье фермеров Марсилио Рафаэла и Мерседес Монтаньи.
В детстве Мауриньо работал помощником мастера по ремонту сапог в центре Аракакуары в Лотерика а Фаворита, а после работы гонял мяч на поле на улице Кампиньо, где однажды его игру заметили скауты клуба «Паулиста», который на просмотре забил 3 мяча Обердану Катани. Но играть за «основу» Паулиста Мауриньо не давали, что вызывало в нём гнев, главный же тренер команды Нилтон, говорил, что игрок только учится, в основе Мауриньо так и не дебютировал. В 1951 году клуб «Гуарани» (Кампинас) взял на просмотр из «Паулисты» изгрока Гильерме, а Мауриньо, крепко друживший с футболистом, тоже поехал с ним на просмотр, самого Гильерме не взяли в клуб, но взяли Мауриньо, показавшего себя на просмотре.
В 1952 году Мауриньо перешёл в клуб «Сан-Паулу» дебютировав в команде 9 января 1953 года, где выступал на протяжении 8-ми сезонов, заслужив прозвище «Флеча» (Стрелок) и проведя за клуб 343 матча (в них «Сан-Паулу» одержал 203 побед, 76 ничьих и 64 поражений) и забил 135 мячей. В 1953 и 1957 годах Мауриньо, вместе с клубом становился чемпионом Сан-Паулу, более того, именно гол Мариньо с паса Зизиньо в 1957 году в ворота голкипера «Коринтианса» Жилмара принёс окончательную победу «Сан-Паулу» в финале первенства, сделав счёт 3:1 в пользу «триколор». Последнюю игру в составе «Сан-Паулу» Мауриньо провёл 23 мая 1959 года.
В 1959 году Мауриньо перешёл в клуб «Флуминенсе», с которым он стал чемпионом турнира Рио Сан-Паулу и выиграл чемпионат штата. Затем Мариньо два сезона выступал в Аргентине в клубе «Бока Хуниорс», с которым в 1962 году стал чемпионом страны, а затем вернулся в Бразилию, проведя несколько месяцев в клубе «Васко да Гама», а завершил карьеру во «Флу», в котором и завершил карьеру из-за травмы колена, полученной ещё в Аргентине, проведя в общей сложности за команду 119 матчей в которых отличился 40 раз. Играл Мауриньо в составе «Флу» и против сборной СССР, это было 12 июня 1963 года, матч завершился со счётом 0:0
В сборной Бразилии Мауриньо провёл 14 матчей и забил 4 мяча. Он был участником чемпионата мира в 1954 году, на котором провёл 1 игру и чемпионате Южной Америки в 1956 году (5 матчей — 1 гол).
После завершения карьеры Мауриньо работал в банке.
Мауриньо женат, случилось это в 1952 году на девушке Доралис, проведя церемонию бракосочетания в церкви Матери Святого Бенедикта. У них было трое детей Жуниор, Марсия и Моника.

## Достижения
- Чемпион штата Сан-Паулу: 1953, 1957
- Обладатель кубка О'Хиггинса: 1955
- Обладатель кубка Освалдо Круза: 1955
- Обладатель кубка Рока: 1957
- Чемпион штата Рио-де-Жанейро: 1959
- Чемпион турнира Рио-Сан-Паулу: 1960
- Чемпион Аргентины: 1962